# Бій під Тінзаватеном
Бій під Тінзаватеном — бойове зіткнення між малійськими військовими, підтримуваними російськими найманцями, та туарезькими повстанцями, яке відбувалося протягом 25-27 липня 2024 в околицях міста Тінзаватен поблизу малійсько-алжирського кордону. У ході бою повстанцям вдалося знищити колону урядових військ у засідці та завдати істотних втрат бійцям ПВК «Вагнер», взявши частину з них у полон. Втрати, понесені росіянами у бою, стали найбільшими за весь час присутності ПВК на Африканському континенті.

## Передумови
22 липня 2024 військовослужбовці FAMA спільно з 13-м штурмовим загоном ПВК «Вагнер» розпочали операцію проти збройних угрупувань туарегів, дислокованих у регіоні Кідаль на кордоні Малі та Алжиру. На початковому етапі малійська сторона повідомляла про успішний хід наступу: повстанці зазнали втрат та були змушені відступити, під контроль урядових сил перейшло село Ін-Арафак.
25 липня бійці ПВК «Вагнер» та малійські військові відбили контратаку повстанців. Протягом наступних днів, згідно заяви ПВК, сепаратисти збільшили кількість масованих нападів, атакувавши урядові війська важким озброєнням, безпілотниками та «шахід-мобілями», що призвело до втрат з боку росіян та малійської армії.
У ніч з 25 на 26 липня урядові сили розпочали просування у напрямку міста Тінзаватен, що розташоване з алжирського боку кордону.

## Засідка
Піщана буря, яка здійнялася на місці зіткнення, змусила обидві сторони тимчасово призупинити бойові дії. Стало зрозуміло, що захопити Тінзаватен з наскоку уже не вийде. Колона малійців та росіян рушила на ротацію у напрямку міста Кідаль. Проїжджаючи у низині руслом пересохлої річки Тамассахарт, колона підірвалася на саморобному вибуховому пристрої, після чого була оточена та розбита повстанцями. Зазначається, що ключову роль у розгромі конвою відіграли кулемети, встановлені сепаратистами на пікапах. Вогнем із крупнокаліберного кулемета туарегами було підбито гелікоптер Мі-8 росіян, відправлений для евакуації поранених, внаслідок чого загинув командир вертольоту та був поранений його борттехнік. Також зазнав пошкоджень вертоліт Мі-24, який надавав вогневу підтримку урядовим силам.
27 липня о 17:10 надійшла остання радіограма від оточених росіян, у якій командир штурмового взводу з позивним «Найк» відзвітував, що найманці залишилися утрьох та продовжують вести бій.
Надвечір 27 липня повстанці опублікували в мережі численні відео із наслідками бою. На кадрах видно близько 30 тіл загиблих бійців урядових сил, знищену та захоплену техніку, а також полонених, серед яких були як місцеві військові, так і найманці із Росії.
Під час бою загинули командир 13-го штурмового загону вагнерівців Сергій Шевченко (позивний «рос. Пруд») та російський пропагандист, автор одного з найпопулярніших пов'язаних з ПВК телеграм-каналів «GREY ZONE» Микита Фєдянін.

## Після бою
У відповідь на поразку, 31 липня збройні сили Малі та союзної Буркіна-Фасо обстріляли околиці Тінзаватену використовуючи ударні БПЛА. За інформацією повстанців, внаслідок удару керованого військовими Буркіна-Фасо дрону, загинуло понад 50 іноземних громадян із Нігеру, Чаду та Судану, що працювали на місцевих золотих копальнях. 25 серпня урядові війська завдали нового удару безпілотною авіацією по місту та навколишнім поселенням, спричинивши високі втрати серед цивільного населення. 1 грудня 2024 під час чергового обстрілу міста були вбиті 8 високопоставлених повстанців, включно з командиром однієї з фракцій угруповання GATIA Фахадом Аг Альмахмудом.

## Втрати
Журналісти New York Times, шляхом аналізу кадрів з місця засідки, змогли підтвердити загибель 46 бойовиків «Вагнера» та 24 солдатів збройних сил Малі. Також, за даними NYT, 2 росіян та 9 місцевих військових потрапили у полон. Український анонімний OSINT-дослідник Necro Mancer, станом на липень 2025, установив імена 55 росіян, що були вбиті протягом трьох днів боїв на околицях міста. Колишній командир 13-го загону ПВК із позивним «Русіч» оцінив втрати компанії під час операції у понад 80 загиблих.
1 серпня 2024, рух CSP-DPA опублікував офіційне комюніке стосовно боїв 25-27 липня під Тінзаватеном, заявивши про втрати противника у 131 вбитого, серед яких 84 вагнерівців та 47 малійських військових. Крім того, 7 бійців урядових військ було взято у полон. Наприкінці липня 2025, до річниці бою, Фронт визволення Азаваду оприлюднив список із 25 загиблих бійців коаліції CSP-DPA.
Згідно даних, зібраних дослідниками групи Armada Rotta на основі аналізу фотографій та відео із відкритих джерел, урядовими силами у засідці було втрачено 6 MRAP (1 знищена, 1 покинута та 4 захоплених) та 14 одиниць іншої автомобільної техніки (6 знищено та 8 захоплено повстанцями). Повстанці, зі свого боку, визнали втрату трьох авто.

## Список загиблих та зниклих безвісти
Із відкритих джерел відомі імена деяких найманців ПВК «Вагнер», які загинули або зникли безвісти під час бою:
| №   | Прізвище, ім'я                    | Посада, особистий номер          | Про особу | Участь у інших війнах                                            |
| --- | --------------------------------- | -------------------------------- | --- | ---------------------------------------------------------------- |
| 1.  | Шевченко Сергій                   | Командир 13-го штурмового загону | |                                                                  |
| 2.  | Фєдянін Микита Сергійович         |                                  | 29 років, російський пропагандист, автор телеграм-каналу «GREY ZONE», що на момент бою мав понад 530 тис. підписників | Громадянська війна в Сирії; Російсько-українська війна           |
| 3.  | Євсюков Вадим                     |                                  | 31 рік, російський в'язень, завербований у 2022 до лав ПВК. Брав участь у битві за Бахмут. У квітні 2024 підписав повторний контракт із «Вагнером» для служби в Африці. Станом на вересень 2024 вважається зниклим безвісти | Російсько-українська війна                                       |
| 4.  | Акімов Володимир                  |                                  | 25 років, строкову службу проходив у повітрянодесантних військах РФ. Станом на вересень 2024 вважається зниклим безвісти |                                                                  |
| 5.  | Лазарєв Олександр                 |                                  | 48 років, колишній військовослужбовець ЗС РФ, ветеран бойових дій у Чечні. Станом на вересень 2024 вважається зниклим безвісти                                                                                              | Перша російсько-чеченська війна; Друга російсько-чеченська війна |
| 6.  | Кузекмаєв Олексій                 |                                  | 47 років, бойового досвіду не мав. Станом на вересень 2024 вважається зниклим безвісти |                                                                  |
| 7.  | Дунаєв Володимир                  |                                  | |                                                                  |
| 8.  | Зіанбердін Ільгам Баязитович      |                                  | Уродженець села Башкирська Ургінка Зіанчуринського району Башкортостану |                                                                  |
| 9.  | Стручалін Олександр Олександрович |                                  | 27 років, Волгоград | Російсько-українська війна                                       |
| 10. | Колягін Олександр                 |                                  | 30 років, Михайловка, Волгоградська область, колишній поліцейський |                                                                  |

## Реакції
- Загибель вагнерівців у Малі підтвердила колишня помічниця Володіна, російська пропагандистка Анастасія Кашеварова. За її словами, багато найманців загинули або потрапили у полон під час засідки. Однією з основних причин високих втрат, на її думку, стала деградація ПВК після вбивства Уткіна та Пригожина.[30][31]
- Зранку 29 липня ПВК «Вагнер» опублікувала заяву стосовно боїв поблизу Тінзаватена, у якій повідомила про смерть командира 13-го штурмового загону Сергія Шевченка, що керував операцією з боку росіян.[10]
- Низка російських телеграм-каналів поширила інформацію про загибель або захоплення у полон одного з керівників ПВК «Вагнер», героя Росії Антона Єлізарова. Офіційного коментаря зі сторони ПВК щодо цих чуток не було.[32]
- 29 липня представник пресслужби ГУР МОУ Андрій Юсов прокоментував бій, зазначивши, що його результати негативно вплинуть на репутацію російських найманців у всьому африканському регіоні. Також Юсов натякнув на імовірну причетність України до розгрому вагнерівців, заявивши, що: «повстанці отримали необхідну інформацію і не лише інформацію, яка дозволила провести успішну воєнну операцію проти російських воєнних злочинців».[33][34]
- 4 серпня перехідний уряд Малі опублікував заяву про розрив дипломатичних відносин з Україною, обґрунтувавши рішення звинуваченням української сторони у наданні допомоги повстанцям та порушені суверенітету країни. Українське МЗС назвало рішення малійської влади недалекоглядним та поспішним, наголосивши на відсутності доказів причетності України до зіткнень під Тінзаватеном.[35]
- 6 серпня, слідом за Малі, дипломатичні відносини з Україною розірвав Нігер.[36]
- 31 серпня, року Малі засудила Алжир в ООН, звинувативши його в поширенні «терористичної пропаганди».[37]